# Giochi di strada
I giochi di strada sono quelli praticati in spazi aperti, più o meno estesi, di solito nelle vicinanze dell'abitazione dei giocatori rappresentati da ragazzi o adolescenti. Questi giochi non richiedono l'uso di strumenti particolarmente costosi e, più spesso, sono divertimenti del tutto gratuiti. La gratuità, o quasi, di questi giochi permette a chiunque di parteciparvi specie se il luogo dove si gioca è uno spazio aperto al pubblico dove si incontrano abitualmente i ragazzi.. Molti di questi giochi di strada, alcuni di antica origine, per le mutate condizioni sociali non sono più praticati.

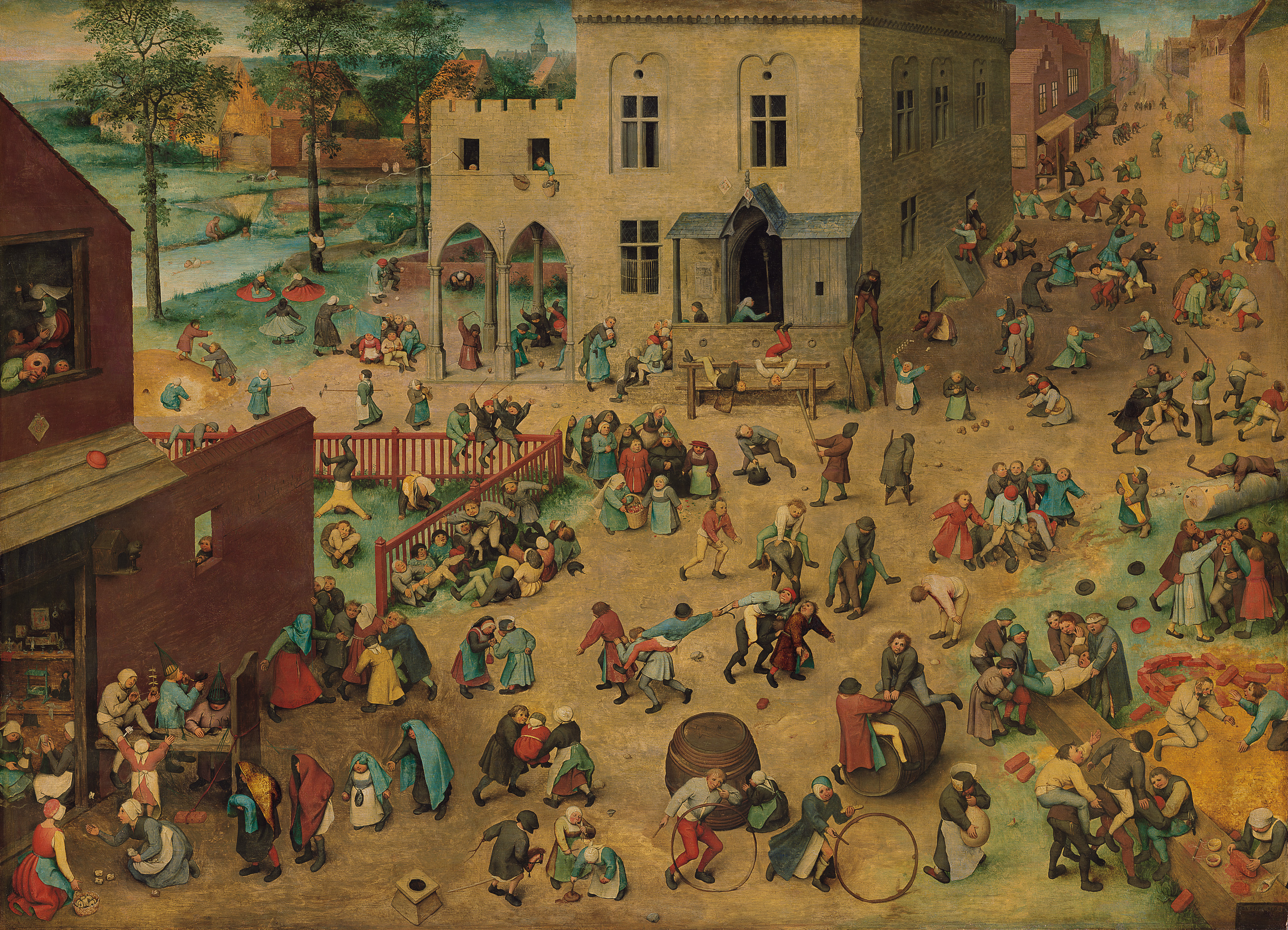
Giochi di strada, Pieter Bruegel, 1560

## I carrettini

Carrettino

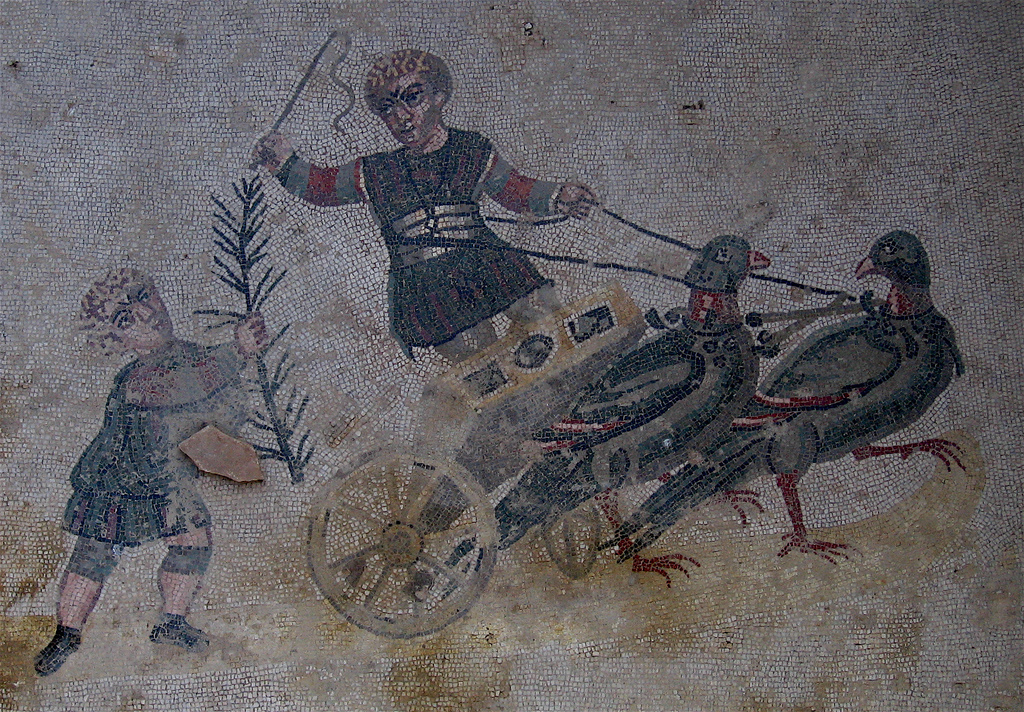
Un carrettino dell'antichità romana. Villa romana del Casale, Piazza Armerina, Sicilia

Negli anni del secondo dopoguerra in Italia il traffico automobilistico era così rarefatto che non costituiva un grave pericolo per l'incolumità dei giovani giocatori i quali non erano particolarmente disturbati dalla presenza delle auto tant'è vero che nelle strade, le preferite erano quelle in particolare pendenza, non era raro in quegli anni assistere alla discesa vertiginosa dei "carrettini", una specie di mezzo di locomozione che funzionava autonomamente soltanto in discesa e che era costruito dallo stesso pilota con rimediate assi di legno inchiodate a formare un triangolo con alle estremità per ruote quattro cuscinetti a sfera, o altre rotelle di varia origine. Due "ruote" venivano fissate a una sorta di manubrio, di solito un pezzo di manico di scopa, che funzionava tramite una corda legata alle estremità che tirata dal guidatore gli permetteva di effettuare svolte che spesso finivano con un ribaltamento poiché su i freni non si poteva far grande affidamento essendo costituiti molto spesso da bastoni legati al telaio ed inclinati verso l'asse posteriore.
Quando si voleva frenare non si doveva fare altro che tirare verso l'alto la parte anteriore del bastone, che abbassando la parte posteriore, la portava a strisciare contro il fondo stradale. Naturalmente le discese potevano essere anche collettive con più "piloti" che si sfidavano a chi raggiungeva per primo il traguardo. Oggi questo gioco sopravvive nella forma del Derby Casse di Sapone, una gara che a settembre si svolge nelle vie del paese di Porza. Il gioco nasce negli Usa nel 1933 con macchinine costruite con le cassette di legno usate per trasportare il sapone e giunge in Svizzera nel 1972.
Il gioco con i carrettini in realtà è molto antico e, a parte i cuscinetti a sfera, non era molto diverso da quello praticato in tempi moderni. Nell'antica Roma i bambini giravano per le strade con carrettini, di solito in legno, tirati da cani, capre, pecore. A Piazza Armerina nel mosaico del Vestibolo del Piccolo Circo di Villa Casale sono raffigurati quattro bighe trainate da oche, fenicotteri, colombacci e trampolieri. È rappresentato anche un ragazzo che premia con un ramo di palma il vincitore. Vi erano carrettini nell'antica Roma che erano ancora più semplici di quelli del mosaico di Villa Casale: erano infatti costruiti con un bastone con all'estremità una forcella munita di una sola ruota oppure di tre ruote, due posteriori e una davanti.

## Acchiapparella

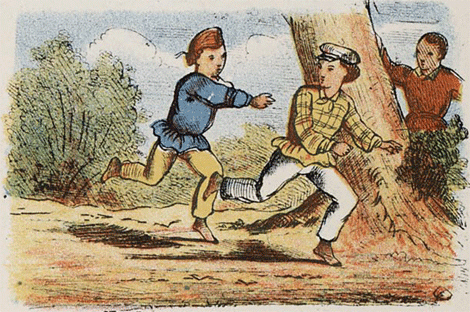
Il gioco dell'acchiapparella in una illustrazione di un libro per ragazzi del 1860

Tra i giochi che impegnano fisicamente i giocatori a misurarsi tra loro vi è la diffusa acchiapparella con uno dei giocatori che viene prescelto per "stare sotto" il quale ha lo scopo di riuscire a toccare uno degli altri giocatori; se ci riesce, il giocatore che è stato toccato prenderà il suo posto osservando la regola che chi è stato toccato non potrà ritoccare sul momento chi l'ha appena toccato. Di questo gioco vi sono numerose varianti tra le quali quelle praticate a Roma sono: il buzzico rampichino, in cui i giocatori che scappano non possono essere catturati se si trovano in piedi su un piano rialzato e il più semplice buzzico dove uno dei giocatori, disposti in cerchio, quando viene toccato da uno di loro che corre girando in cerchio, si "salva" se riesce a riprendere il suo posto. Perderà invece se chi l'ha toccato giunge al suo posto occupandolo prima di lui.

## Nascondino

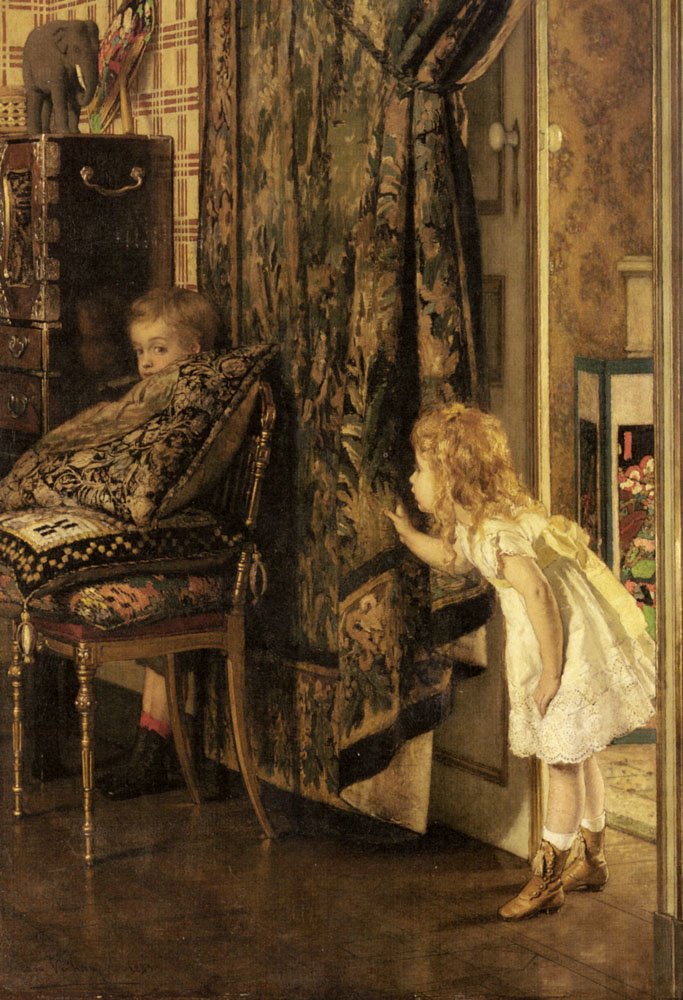
Rimpiattino

Il gioco nascondino o rimpiattino (a Roma nisconnarella) richiede spazi abbastanza ampi da offrire numerosi nascondigli. Chi con la conta è scelto per "accecarsi" chiude gli occhi per non vedere dove i compagni vanno a nascondersi; dopo un certo lasso di tempo, deve scoprirne i nascondigli e correre a toccare il punto di partenza, gridando "tana". Il primo giocatore scoperto deve quindi "accecarsi", ma se l'ultimo nascosto riesce a sfuggire al cercatore e fare «tana, libera tutti» chi già si era accecato deve riaccecarsi.

## Figurine

La prima figurina Panini

Le figurine consistevano in un piccolo rettangolo di cartoncino con sopra stampato l'immagine di un atleta, di un attore del cinema, di animali ecc. che, incollate su un apposito album, permettevano di soddisfare il desiderio di collezionismo dei ragazzini. Era però difficile avere tutta la serie delle figurine perché queste erano vendute, di solito dai giornalai, in bustine dove erano raccolte a caso e quindi numerosi erano i doppioni che, con altri collezionisti, si potevano scambiare alla pari, una figurina con una figurina, oppure con un numero di figurine doppio o triplo o anche di più quando si trattasse di figurine particolarmente rare. Il gioco delle figurine permetteva di avere un gran numero di figurine per gli scambi.
I giocatori allora riuniti con i loro mazzetti di figurine vicini a un piano rialzato, di solito un muretto, facendo strisciare la figurina con la mano sulla superficie del piano la lanciavano verso l'orlo del marciapiede. Vinceva tutte le figurine rimaste in terra chi riusciva ad avvicinarsi di più al ciglio del marciapiede.. Nella variante della scalinella vinceva chi riusciva a lanciare la figurina facendola sovrapporre a una che era già in terra.

## Scassaquindici

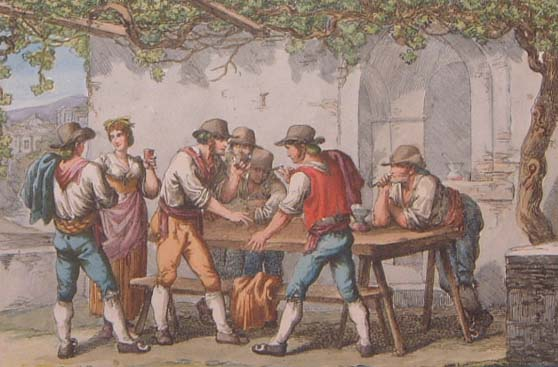
Il gioco della morra a Roma - 1809

Un diverso modo di vincere le figurine o qualunque altro oggetto di scambio di rilievo per i ragazzini, compreso il denaro, era quello di giocare a scassaquindici, una specie di morra tra due giocatori che stabilita la posta tentavano di vincere lanciando contemporaneamente con una sola mano un certo numero di dita distese per raggiungere la somma di quindici risultante dalla somma delle dita dei due giocatori. «Avendo scelto all'inizio del gioco quale dei due giocatori tenti per primo, stabilisce costui se continuare o fermarsi: nel primo caso, qualora si raggiunga un numero superiore a quindici, il punto spetta all'avversario; se invece decide di fermarsi, non volendo rischiare oltre, il gioco passa all’altro, finché vince chi tra i due si è avvicinato di più a quindici.»
Quando il gioco non aveva alcuno scopo venale ma veniva fatto solo come passatempo il vincitore poteva dare dei colpi, per quanti punti aveva raggiunto in più dell'avversario, sulla spalla di chi aveva perso colpendola fortemente con la punta delle dita e contemporaneamente col palmo della stessa mano.

## Battimuro
Un gioco simile a quello con le figurine era il battimuro che si faceva con monetine di scarso valore che venivano lanciate contro un muro per farle rimbalzare sulla superficie della strada. Chi riusciva a lanciare la sua moneta a distanza di un palmo da quelle rimaste in terra poteva prendersele.. Una variante del gioco era quella per cui la monetina si lanciava da una distanza prefissata con l'intento di farla avvicinare il più possibile a un muro permettendo così la vincita di tutte le monete più distanti.

## Nizza

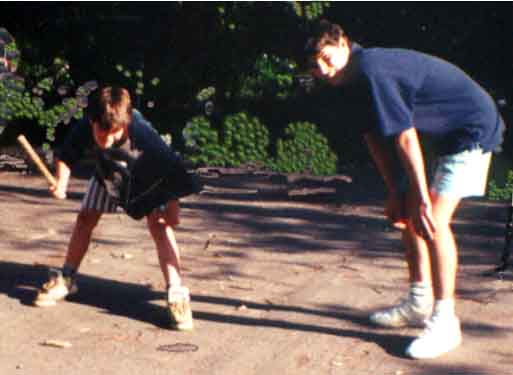
Il gioco della nizza

Un gioco necessariamente legato alla strada è quello della nizza (o lippa) una specie rudimentale di baseball che si serve di strumenti alla portata di tutti. Il gioco, con un numero di giocatori variabile, è effettuato infatti con due pezzi di legno, generalmente ricavati dal manico di una scopa, uno di circa 15 cm in lunghezza con le estremità appuntite (chiamato "lippino"), l'altro lungo circa mezzo metro chiamato "nizza": si traccia a terra un cerchio ed un ovale per posizionare il lippino. La tecnica consiste nel colpire in tre tentativi con la nizza il lippino sull'estremità appuntita per farlo saltare e quindi colpirlo al volo e lanciandolo il più lontano possibile. Il secondo giocatore o la squadra in difesa se riesce ad afferrare al volo il lippino elimina il lanciatore dal gioco. In caso contrario dal punto in cui è finito il lippino, il difensore, tenendolo in pugno lo lancia in aria cercando di colpirlo e farlo entrare nel cerchio.

## Picchio
Il picchio è una trottola fatta di un cono di legno con una punta in metallo attraversato da scanalature parallele su cui avvolgere una corda per dargli uno slancio vorticoso. Era considerato vincitore chi riusciva a farlo girare più a lungo. Una variante del gioco era lo spaccapicchio che consisteva nel lanciare il picchio su quello che girava a terra di un altro giocatore al fine di spaccarlo.

## Gioco delle palline

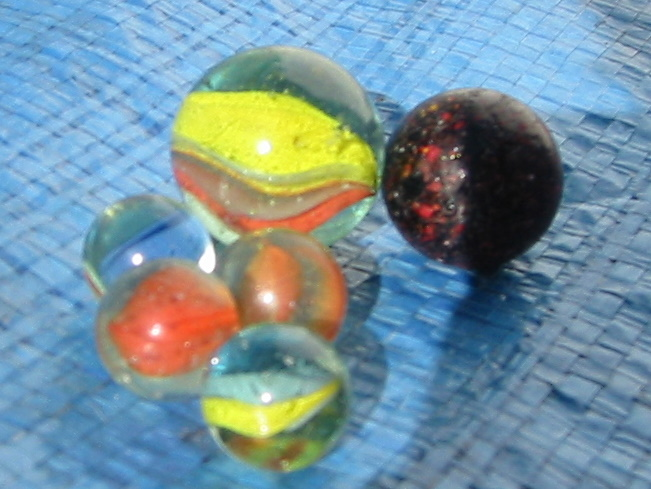
Palline di vetro

Nei primi tempi della pratica del gioco le palline, o biglie, variamente colorate, erano costruite in coccio o in vetro e bisognava con abilità lanciare la propria pallina e colpire quella dell'avversario per farla entrare in una piccola buca del terreno. Anche questo gioco era praticato nell'antica Roma e ancora oggi è possibile vedere delle piccole buche scavate sulla scalinata della basilica Giulia al Foro Romano.
Una variante si sviluppò intorno agli anni '60 quando cominciarono ad essere vendute delle palline di plastica, molto più grandi di quelle precedenti, costituite da una semisfera colorata opaca e una trasparente con all'interno foto di ciclisti o altro. Il gioco consiste nel costruire un circuito, con il gesso o scavando in terra un canaletto, su cui far gareggiare le palline mosse con colpi delle dita.
In ogni variante lo scopo del gioco è quello di vincere il maggior numero di biglie.

## Il telefono
Un gioco praticato soprattutto dai bambini più piccoli era quello del "telefono" costruito con due barattoli collegati da uno spago che veniva fissato con un nodo nei buchi praticati nei barattoli che potevano essere sostituiti anche dalle coppette vuote del gelato. Ci si poteva così "telefonare" parlando nel barattolo o collocarlo su un orecchio per ascoltare.

## Schiaffo del soldato
Lo schiaffo del soldato è un gioco probabilmente molto antico poiché se ne trova una generica testimonianza in Giulio Polluce, scrittore greco vissuto nel II sec. d.C., che così lo descrive nella sua opera Onomasticon: «Chi sta sotto si copre gli occhi con le mani e deve indovinare con quale mano il compagno lo abbia colpito.»
Oggi di solito è praticato da un gruppo numeroso di giocatori tra i quali viene estratto a sorte chi deve "stare sotto". Il giocatore prescelto deve stare con le spalle rivolte al gruppo, con una mano impedirsi la vista posteriore e con l'altra, che passa sotto l'ascella sporgendo dalla spalla, attendere che arrivi lo schiaffo sul palmo. Se indovina sarà sostituito da chi ha dato lo schiaffo. Può però accadere che il gruppo decida di mentire sull'autore dello schiaffo, cosicché chi sta sotto dovrà subire, anche se indovina, una lunga sequela di schiaffi.

## Tre-tre-giù-giù

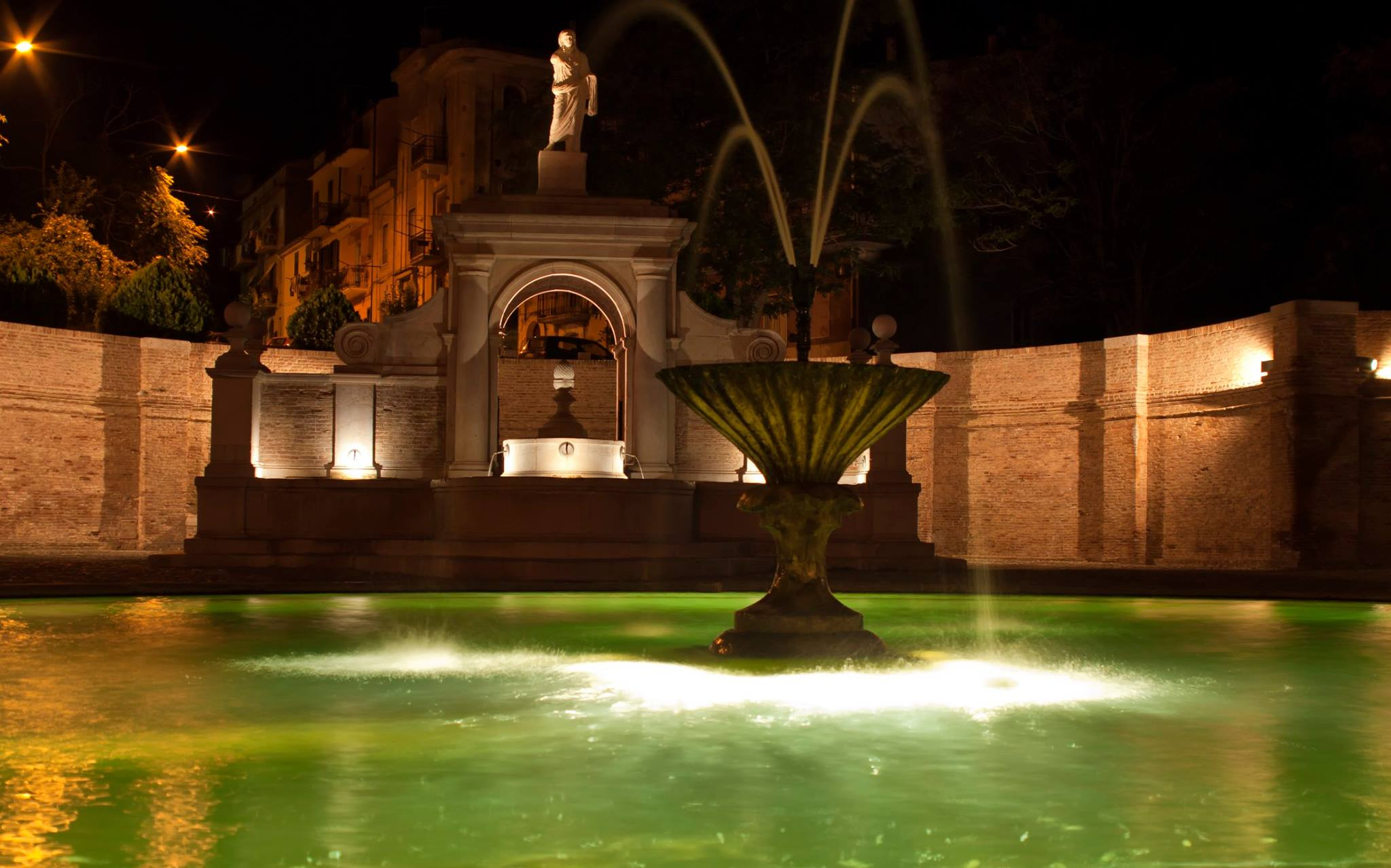
Tre-tre-giù-giù

Questo gioco praticato fin dal XIX secolo a Roma e diffuso in Italia con varianti e nomi diversi: Uno monta la luna, salto della quaglia, merca, la cavallina, acchiana u patri cu tutti i so figghi, viene così descritto:
Lo stesso gioco conosce la variante di due squadre di ragazzi che si sfidano in una gara di abilità e resistenza. I ragazzi di una squadra a turno saltano su quelli dell'altra chini a formare una superficie di schiene ben unite per sopportare il peso di quelli che in sequenza vi saltano sopra. Se però uno dei saltatori tocca terra mentre sta a cavalcioni degli altri determina la sconfitta di tutta la sua squadra: avviene lo stesso se i saltati resistono ai salti non sfaldandosi ma rimanendo uniti sino al salto dell'ultimo giocatore.
Una terza variante del gioco prevede che ciascun saltatore a turno reciti il verso di una filastrocca che in alcuni casi prescrive che durante il salto si compia anche un particolare gesto. Per esempio si salta normalmente quando la filastrocca recita
Uno, monta la luna

Due, er bue

Tre, la fija der re

ecc.
Ma al verso «Sei, er carcetto in culo - nel saltare si doveva dare un calcio nel sedere del saltato» e così via nel compimento di azioni che rendevano più difficile il salto.